# Schroederella
Schroederella is een geslacht van insecten uit de familie van de afvalvliegen (Heleomyzidae), die tot de orde tweevleugeligen (Diptera) behoort.

## Soorten
- S. bifida Papp & Carles-Tolra, 1994
- S. fuscopicea Gill, 1962
- S. hispanica Papp & Carles-Tolra, 1994
- S. hungarica Papp & Carles-Tolra, 1994
- S. iners (Meigen, 1830)
- S. kirilli Papp, 2007
- S. media Papp, 2007
- S. minuta Papp & Carles-Tolra, 1994